# Колоколо (вождь)
Колоколо (исп. Colocolo — от мап. «горная кошка») — вождь мапуче («касик лонко») в ранний период Арауканской войны. Является центральной фигурой в эпической поэме «Араукана» Алонсо де Эрсильи-и-Суньиги. В поэме Колоколо был тем, кто предложил состязания между соперничающими претендентами на место токи, результатом которых был выбор Кауполикана. Как об исторической фигуре, о Колоколо сохранился ряд современных ему свидетельств. Истории его жизни были написаны гораздо позже его смерти и содержат большое количество сомнительных с исторической точки зрения фактов.

## Упоминания о Колоколо современниками
Педро Мариньо де Лобера упоминает Колоколо, перечисляя касиков, которые были представлены Педро де Вальдивии после битвы при Пенко. Херонимо де Вивар в своей «Хронике Королевства Чили» (1558), описывает Колоколо как одного из арауканских вождей с 6000 воинов и одного из претендентов на место токи всех арауканов после битвы при Тукапели. Милларапуе, бывший также вождём 6000 воинов, но старый и не претендовавший на лидерство, убедил соперников решить спор за место токи в соревновании в силе между ними, результатом которых стала победа Кауполикана, ставшим токи арауканов.
Далее Лобера сообщает о том, что Колоколо и Петергуэлен были вождями, обнаружившими наступление армии Франсиско де Вильягры и созвавшими всех мужчин, могущих сражаться с окрестных провинций, чтобы противостоять испанцам в сражении при Мариуэньу. Колоколо был среди военачальников под командованием Лаутаро во время второго разрушения Консепсьона 4 декабря 1555 года. Он был также одним из командиров в армии Кауполикана в сражении при Миларупу, сражавшейся против войск Гарсии Уртадо де Мендосы. Лобера также сообщает о том, что Колоколо был одним из сильнейших вождей территории арауканов в Мендосе после сражения при Киапо.

## Современный символ
Образ Колоколо служит символом героического мужества, отваги и мудрости, который сражался и никогда не сдавался испанцам. Популярнейший чилийский футбольный клуб «Коло-Коло» был назван по его имени.